# David Cervantes Peredo
David Ricardo Cervantes Peredo (8 de noviembre de 1959-18 de junio de 2022) fue un arquitecto y político mexicano, miembro primero del Partido de la Revolución Democrática (PRD) y luego del Morena. Fue diputado federal, diputado a la Asamblea Legislativa del Distrito Federal y de 2018 hasta su fallecimiento, subsecretario de Ordenamiento Territorial y Agrario de la Secretaría de Desarrollo Agrario, Territorial y Urbano.

## Biografía
Fue arquitecto egresado de la Facultad de Arquitectura de la Universidad Nacional Autónoma de México. En ella se desempeñó también como consejero universitario alumno y ayudante de maestro. Ejerció de forma particular su profesión en diversos despachos profesionales.
De 1983 a 1986 fue miembro de la Dirección Regional del Distrito Federal en la Asociación Cívica Nacional Revolucionaria. A partir de 1989 fue miembro fundador del PRD. Entre 1989 y 1991 colaboró en la Asociación Casa y Ciudad, A. C., en donde fue responsable del área de proyectos, colaborador del área de asesoría y finalmente director general de la misma entre 1991 y 1992; de 1992 a 1994 fue director general del Instituto de Vivienda de la Asamblea de Barrios, habiendo sido integrante de su comisión política desde 1991 y hasta 1994.
De 1994 a 1997 fue miembro de la III —y última— Asamblea de Representantes del Distrito Federal por la vía de la representación proporcional, y en la que fue presidente de la comisión de Desarrollo Urbano. Al concluir dicho cargo, fue postulado y electo diputado federal a la LVII Legislatura en representación del Distrito 30 del Distrito Federal con cabecera en Tlalpan. En dicha legislatura, fue integrante de las comisiones de Asentamientos Humanos y Obras Públicas; del Distrito Federal; y de Vivienda.
De 2000 a 2005, durante el gobierno de Andrés Manuel López Obrador como jefe de gobierno del Distrito Federal, fue directo general del Instituto de Vivienda del Distrito Federal. Renunció al PRD y se incorporó a Morena, partido por el fue elegido diputado a la VII Legislatura de la entonces Asamblea Legislativa del Distrito Federal por el Distrito 40 local.
En diciembre de 2018 al asumir Andrés Manuel López Obrador la presidencia de la república, lo nombró subsecretario de Ordenamiento Territorial y Agrario de la Secretaría de Desarrollo Agrario, Territorial y Urbano, función en la que además asumió la dirección del Programa Nacional de Reconstrucción como consecuencia de los sismos de septiembre de 2017.
Falleció en ejercicio del cargo el 18 de junio de 2022.